# Koeweit op de Olympische Zomerspelen 1992
Koeweit nam deel aan de Olympische Zomerspelen 1992 in Barcelona, Spanje. Net als bij de zes eerdere deelnames werd geen medaille gewonnen.

## Deelnemers en resultaten

### Atletiek
| Olympiër          | Onderdeel              | Resultaat | Prestatie                                 |
| ----------------- | ---------------------- | --------- | ----------------------------------------- |
| Zeiad Al-Kheder   | 110m horden (m)        | 37e       | serie 5: 9de in 14,51                     |
| Marsoq Al-Yoha    | hink-stap-springen (m) | 16e       | kwalificatie: 16de met 16,75m (NR)        |
| Ghanim Mabrouk    | speerwerpen (m)        | DNF       | kwalificatie groep B: geen geldige poging |
| Waleed Al-Bekheet | kogelslingeren (m)     | 26e       | kwalificatie: 26ste met 63,94m            |

### Gewichtheffen
| Olympiër      | Onderdeel  | Resultaat | Prestatie                                                      |
| ------------- | ---------- | --------- | -------------------------------------------------------------- |
| Redha Shaaban | -100kg (m) | 21e       | trekken: 21ste met 110kg stoten: 21ste met 140kg totaal: 250kg |

### Judo
| Olympiër               | Onderdeel | Resultaat | Prestatie                                                                          |
| ---------------------- | --------- | --------- | ---------------------------------------------------------------------------------- |
| Ali Heidar Ali Mohamed | -60kg (m) | 19e       | 1ste ronde: vrij 2de ronde: W van ZAI Mobando: ippon 3de ronde: V van AUT Hiptmair |
| Hussain Mohamed Hassan | -65kg (m) | 24e       | 1ste ronde: vrij 2de ronde: V van CHN Gao: ippon                                   |

### Schermen
| Olympiër         | Onderdeel | Resultaat | Prestatie                                                                           |
| ---------------- | --------- | --------- | ----------------------------------------------------------------------------------- |
| Mohamed Al-Hamar | degen (m) | 47e       | 1ste ronde groep C: 5de met 3 overwinningen 2de ronde: V van KOR Lee: 1-5, 6-4, 2-6 |

### Schietsport
| Olympiër          | Onderdeel | Resultaat | Prestatie                          |
| ----------------- | --------- | --------- | ---------------------------------- |
| Nayef Al-Daihani  | skeet     | 42e       | kwalificatie: 42ste met 143 punten |
| Fehaid Al Deehani | trap      | 29e       | kwalificatie: 29ste met 14. punten |

### Voetbal
| Olympiër | Onderdeel | Resultaat | Prestatie                                                                   |
| --- | --------- | --------- | --------------------------------------------------------------------------- |
| Abdullah Saihan Ahmad Hajji Ali Al-Hadiyah Fahad Marzouq Falah Al-Majidi Hamad Al-Easa Hussain Al-Khodari Jasem Al-Huwaidi Fawaz Al-Ahmad Mansour Mohamed Meshal Al-Anzi Mohamed Al-Kaledi Mohamed Ben Haji Nawaf Al-Dhafari Osama Abdullah Salammah Al-Enazy Sami Al-Lanqawi Thamer Al-Enazy Youssef Al-Dokhi | mannen    | 16e       | groep A: 4de V van Polen: 0-2 V van Verenigde Staten: 1-3 V van Italië: 0-1 |

| Groep A |                  |             |             |             |             |            |            |            |        |
| #       | Land             | Wedstrijden | Wedstrijden | Wedstrijden | Wedstrijden | Doelpunten | Doelpunten | Doelpunten | Punten |
| #       | Land             | G           | W           | G           | V           | V          | T          | Saldo      | Punten |
| 1       | Polen            | 3           | 2           | 1           | 0           | 7          | 2          | +5         | 5      |
| 2       | Italië           | 3           | 2           | 0           | 1           | 3          | 4          | -1         | 4      |
| 3       | Verenigde Staten | 3           | 1           | 1           | 1           | 6          | 5          | +1         | 3      |
| 4       | Koeweit          | 3           | 0           | 0           | 3           | 1          | 6          | -5         | 0      |

| Ronde      | Datum     | Plaats           | Land | Score   | Land |
| ---------- | --------- | ---------------- | ---- | ------- | ---- |
| Groepsfase |           |                  |      |         |      |
| 24 juli    | Barcelona | Polen            | 2-0  | Koeweit |      |
| 27 juli    | Barcelona | Verenigde Staten | 3-1  | Koeweit |      |
| 29 juli    | Barcelona | Italië           | 1-0  | Koeweit |      |

### Zwemmen
| Olympiër         | Onderdeel            | Resultaat | Prestatie               |
| ---------------- | -------------------- | --------- | ----------------------- |
| Nayef Al-Hasawi  | 100m vrije slag (m)  | DNS       | serie 4: niet gestart   |
| Jarrah Al-Asmawi | 100m vrije slag (m)  | 69e       | serie 3: 7de in 56,72   |
| Nayef Al-Hasawi  | 100m rugslag (m)     | DNS       | serie 1: niet gestart   |
| Jarrah Al-Asmawi | 100m rugslag (m)     | 51e       | serie 1: 4de in 1.05,53 |
| Sultan Al-Otaibi | 200m rugslag (m)     | 40e       | serie 1: 3de in 2.19,02 |
| Ayman Al-Enazy   | 100m schoolslag (m)  | 53e       | serie 2: 5de in 1.13,49 |
| Ayman Al-Enazy   | 200m schoolslag (m)  | 49e       | serie 2: 7de in 2.39,12 |
| Sultan Al-Otaibi | 200m schoolslag (m)  | 48e       | serie 3: 7de in 2.35,54 |
| Jarrah Al-Asmawi | 100m vlinderslag (m) | 60e       | serie 2: 5de in 1.00,77 |
| Sultan Al-Otaibi | 200m wisselslag (m)  | 44e       | serie 4: 7de in 2.13,68 |

Albanië · Algerije · Amerikaanse Maagdeneilanden · Amerikaans-Samoa · Andorra · Angola · Antigua en Barbuda · Argentinië · Aruba · Australië · Bahama's · Bahrein · Bangladesh · Barbados · België · Belize · Benin · Bermuda · Bhutan · Bolivia · Bosnië en Herzegovina · Botswana · Brazilië · Britse Maagdeneilanden · Bulgarije · Burkina Faso · Canada · Centraal-Afrikaanse Republiek · Chili · China · Chinees Taipei · Colombia · Congo-Brazzaville · Cookeilanden · Costa Rica · Cuba · Cyprus · Denemarken · Djibouti · Dominicaanse Republiek · Duitsland · Ecuador · Egypte · El Salvador · Equatoriaal-Guinea · Estland · Ethiopië · Fiji · Filipijnen · Finland · Frankrijk · Gabon · Gambia · Gezamenlijk team · Ghana · Grenada · Griekenland · Groot-Brittannië · Guam · Guatemala · Guinee · Guyana · Haïti · Honduras · Hongarije · Hongkong · Ierland · IJsland · India · Indonesië · Irak · Iran · Israël · Italië · Ivoorkust · Jamaica · Japan · Jemen · Jordanië · Kaaimaneilanden · Kameroen · Kenia · Koeweit · Kroatië · Laos · Lesotho · Letland · Libanon · Libië · Liechtenstein · Litouwen · Luxemburg · Madagaskar · Malawi · Malediven · Maleisië · Mali · Malta · Marokko · Mauritanië · Mauritius · Mexico · Monaco · Mongolië · Mozambique · Myanmar · Namibië · Nederland · Nederlandse Antillen · Nepal · Nicaragua · Nieuw-Zeeland · Niger · Nigeria · Noord-Korea · Noorwegen · Oeganda · Oman · Oostenrijk · Pakistan · Panama · Papoea-Nieuw-Guinea · Paraguay · Peru · Polen · Portugal · Puerto Rico · Qatar · Roemenië · Rwanda · Saint Vincent‑Grenadines · Salomonseilanden · Samoa · San Marino · Saoedi-Arabië · Senegal · Seychellen · Sierra Leone · Singapore · Slovenië · Soedan · Spanje · Sri Lanka · Suriname · Swaziland · Syrië · Tanzania · Thailand · Togo · Tonga · Trinidad en Tobago · Tsjaad · Tsjecho-Slowakije · Tunesië · Turkije · Uruguay · Vanuatu · Venezuela · Verenigde Arabische Emiraten · Verenigde Staten · Vietnam · Zaïre · Zambia · Zimbabwe · Zuid-Afrika · Zuid-Korea · Zweden · Zwitserland · Onafhankelijke olympische deelnemers